# Dinogamasus

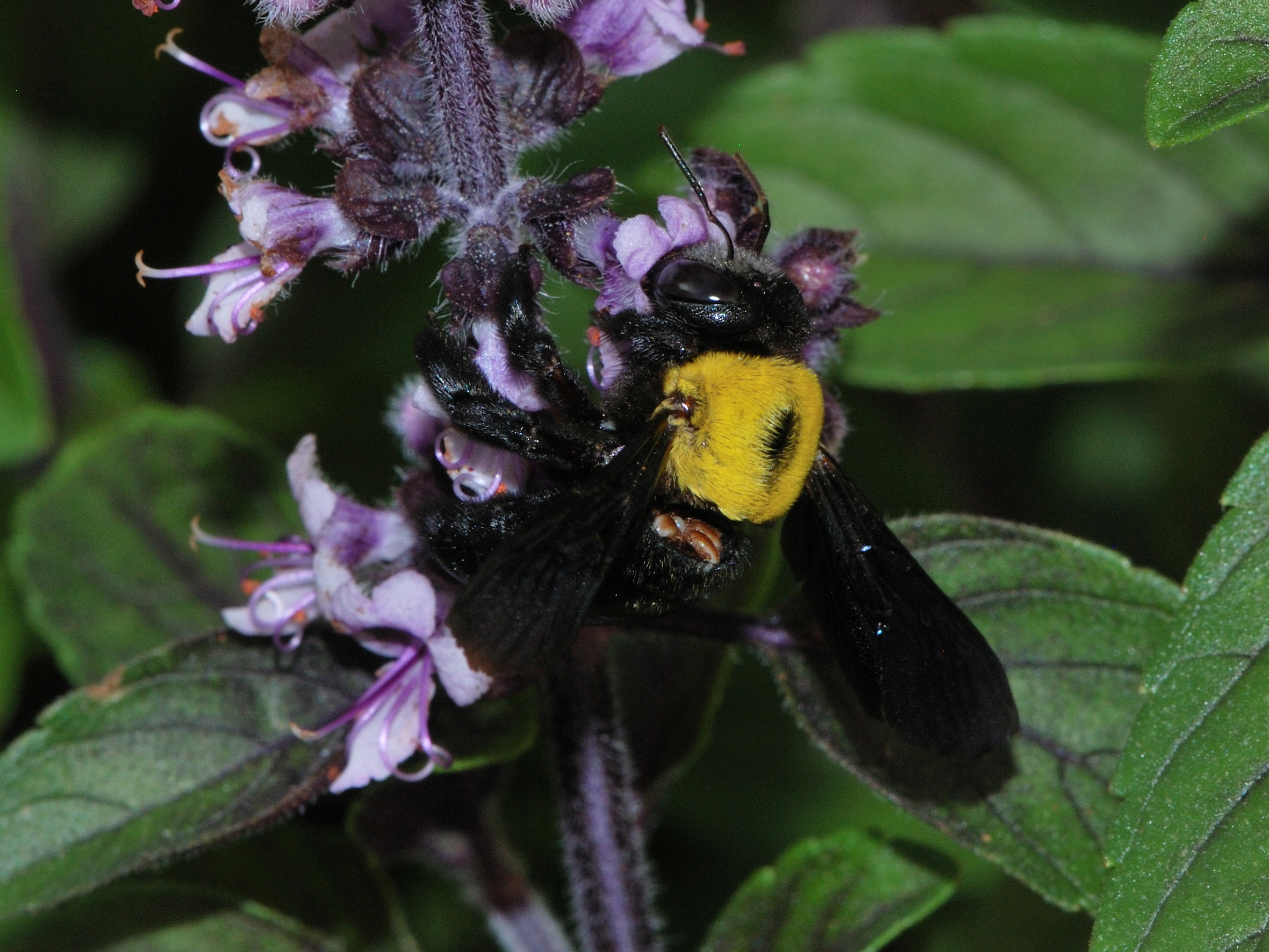
Abejorro carpintero hembra Xylocopa pubescens. Ácaros simbióticos (Dinogamasus sp.) en el acarinario

Dinogamasus es un género de ácaros perteneciente a la familia  Laelapidae. Las especies suelen estar asociadas con los abejorros carpinteros del género Xylocopa. Son transportados a sus nidos en una cavidad del cuerpo, llamada acarinario. Se trata de una relación mutuamente beneficiosa.

## Especies
- Dinogamasus acutus LeVeque, 1930
- Dinogamasus affinis (Berlese, 1918)
- Dinogamasus albulus Lundqvist, 1998
- Dinogamasus alfkeni (Oudemans, 1902)
- Dinogamasus amaniensis (Vitzthum, 1919)
- Dinogamasus assimiensis Lundqvist, 1998
- Dinogamasus bakeri LeVeque, 1931
- Dinogamasus bequaerti LeVeque, 1930
- Dinogamasus braunsi (Vitzthum, 1914)
- Dinogamasus brevihirtus LeVeque, 1930
- Dinogamasus brevipes LeVeque, 1931
- Dinogamasus collarti (Oudemans, 1929)
- Dinogamasus concinnus LeVeque, 1931
- Dinogamasus crassipes Kramer, 1898
- Dinogamasus heteraspis LeVeque, 1930
- Dinogamasus inflatus LeVeque, 1930
- Dinogamasus jacobsoni (Berlese, 1910)
- Dinogamasus kerrianus LeVeque, 1931
- Dinogamasus kordofaniensis Lundqvist, 1998
- Dinogamasus levequae Lundqvist, 1998
- Dinogamasus macgregori LeVeque, 1931
- Dinogamasus maxima (Vitzthum, 1919)
- Dinogamasus medini Cunliffe, 1959
- Dinogamasus minor Lundqvist, 1998
- Dinogamasus northolmensis Loots, 1980
- Dinogamasus occidentalis Lundqvist, 1998
- Dinogamasus octoconus LeVeque, 1931
- Dinogamasus oudemansi LeVeque, 1930
- Dinogamasus parvus LeVeque, 1930
- Dinogamasus perkinsi (Oudemans, 1901)
- Dinogamasus philippinensis LeVeque, 1930
- Dinogamasus piperi LeVeque, 1930
- Dinogamasus productus LeVeque, 1930
- Dinogamasus ramaleyi LeVeque, 1931
- Dinogamasus schoutedeni (Oudemans, 1929)
- Dinogamasus similis LeVeque, 1931
- Dinogamasus sjoestedti (Trägårdh, 1904)
- Dinogamasus sternisetosa (Vitzthum, 1930)
- Dinogamasus tonkinensis Lundqvist, 1998
- Dinogamasus tortivus Lundqvist, 1998
- Dinogamasus trihirtus LeVeque, 1931
- Dinogamasus villosior (Berlese, 1918)
- Dinogamasus vitzthumi (Oudemans, 1926)